# ستيفن لوي (كاهن كاثوليكي)
ستيفن لوي (بالإنجليزية: Stephen Lowe)‏ هو كاهن كاثوليكي نيوزيلندي، ولد في 3 أغسطس 1962 في هوكيتيكا ‏ في نيوزيلندا.